# Witold Zakrzewski (prawnik)
Witold Stefan Jakub Zakrzewski (ur. 17 grudnia 1918 w Krakowie, zm. 16 października 1992 tamże) – polski prawnik, profesor Uniwersytetu Jagiellońskiego, dyrektor Instytutu Nauk Politycznych Uniwersytetu Jagiellońskiego, poseł na Sejm PRL VIII i IX kadencji.

## Życiorys
Syn Tadeusza Zakrzewskiego i Marii, Jadwigi z domu, Baranieckiej córki Mariana Baranieckiego; brat Jana, wnuk Wincentego Zakrzewskiego, absolwent V Liceum Ogólnokształcącego im. Augusta Witkowskiego w Krakowie. Jesienią 1937 rozpoczął studia na Wydziale Prawa Uniwersytetu Jagiellońskiego i w krakowskiej Wyższej Szkole Handlowej; równolegle jako plut. podchorąży ukończył szkolenie wojskowe w Szkole Podchorążych Rezerwy Artylerii im. Marcina Kątskiego 28 czerwca 1938 z lokatą 2/75. Za odwagę bojową w wojnie obronnej 1939 (w ramach 5 Dywizji Artylerii) został odznaczony Srebrnym Krzyżem Virtuti Militari. Jeden z inicjatorów i pierwszych studentów tajnego nauczania na Wydziale Prawa Uniwersytetu Warszawskiego (studia ukończył w 1945). W latach 1941–1945 pracował w Radzie Głównej Opiekuńczej w Krakowie. Tu po wojnie rozpoczyna aplikację sądową i pracę na reaktywowanym Wydziale Prawa UJ jako asystent-wolontariusz. Stopień doktora uzyskał w 1946. Jako stypendysta Ministerstwa Oświaty uzyskuje Diploma in Administrative Law and Practice Uniwersytetu Edynburskiego. We wrześniu 1948 wrócił do Krakowa, wiążąc się na stałe z Wydziałem Prawa UJ (Katedra Prawa Państwowego prof. Konstantego Grzybowskiego). Tu został docentem w 1956, profesorem nadzwyczajnym (1964) i zwyczajnym (1974). Był dyrektorem Instytutu Nauk Politycznych i kierował Katedrą Prawa Państwowego. Specjalista prawa państwowego i konstytucyjnego, opublikował około dwieście różnych opracowań, w tym monografie: Działalność prawotwórcza w świetle teorii niemieckiej (Kraków 1959), Ustawa i delegacja ustawodawcza w Anglii (Kraków, 1960) czy książka Zakres przedmiotowy i formy działalności prawotwórczej (Wydawnictwo Prawnicze, Warszawa 1979). Wychował szereg wychowanków, późniejszych profesorów czy doktorów habilitowanych prawa państwowego i konstytucyjnego.
Działał społecznie, m.in. w Związku Nauczycielstwa Polskiego, a także jako bezpartyjny radny Miejskiej, a następnie Wojewódzkiej Rady Narodowej. Był bezpartyjnym posłem na Sejm PRL VIII i IX kadencji w latach 1980–1989, pełniąc m.in. funkcję przewodniczącego Komisji Spraw Ustawodawczych. Był też wieloletnim członkiem Rady Legislacyjnej. Wylew, niedługo po wyborze na drugą kadencję (1985), znacznie ograniczył jego działania w ostatnich latach życia. Spoczywa na cmentarzu Rakowickim w grobie rodzinnym (pas 46 płd.).

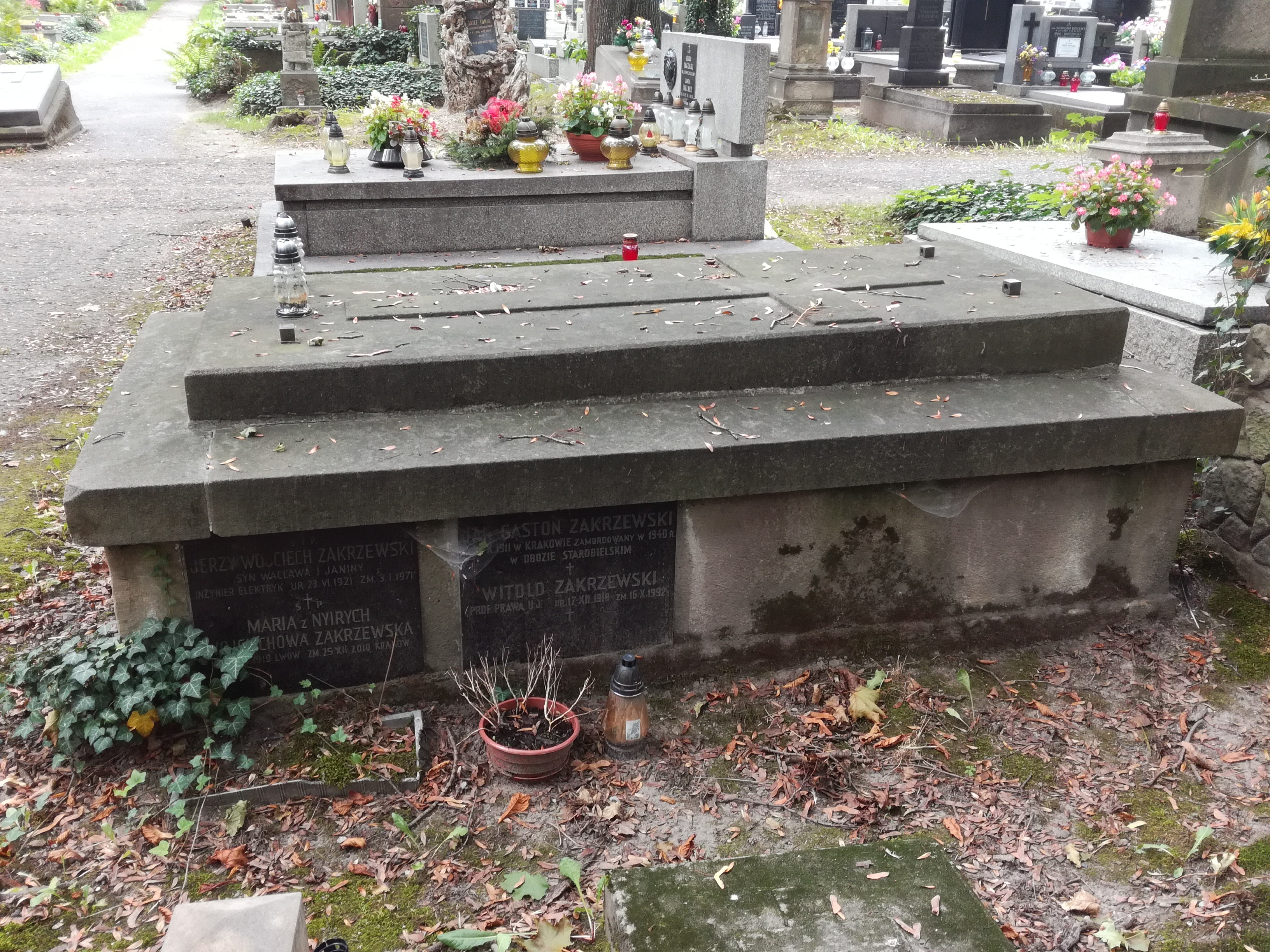
Grób Witolda Zakrzewskiego na cmentarzu Rakowickim w Krakowie

W 1953 poślubił Helenę Słowińską (z domu Maciejewską) i miał z nią syna Jakuba (ur. 1957).

## Odznaczenia
- Krzyż Srebrny Orderu Virtuti Militari
- Order Sztandaru Pracy I klasy (1982)[2]
- Order Sztandaru Pracy II klasy
- Krzyż Komandorski Orderu Odrodzenia Polski (1985)
- Krzyż Oficerski Orderu Odrodzenia Polski
- Krzyż Kawalerski Orderu Odrodzenia Polski
- Medal Komisji Edukacji Narodowej
- Odznaka tytułu honorowego „Zasłużony Nauczyciel Polskiej Rzeczypospolitej Ludowej”
- Medal 30-lecia Polski Ludowej